# Christian Knaut
Christian Knaut (16 de agosto de 1656 - 11 de abril de 1716) fue un médico, botánico y bibliotecario alemán nacido y fallecido en Halle (Sajonia-Anhalt). Su hermano, Christoph Knaut (1638-1694) fue también médico y botánico.
Estudió medicina en la Universidad de Leipzig, donde tuvo como profesores Gottfried Welsch, Paul Amman, Michael Ettmüller y Johannes Bohn. En 1682 obtuvo su doctorado en la Universidad de Jena con una tesis titulada De fermentatione en sanguine no existente. Después volvió a Halle, donde ocupó el cargo de bibliotecario y médico personal del Príncipe Emanuel Lebrecht de Anhalt-Köthen Como bibliotecario fue el autor de una crónica y la descripción de los condados de Ballenstädt and Aschersleben (1698).
Como botánico publicó Compendium Botanicum sive Methodus plantarum genuina, en la que se proporciona un sistema de clasificación de las plantas con flores sobre la base del número y disposición de los pétalos.
Carlos Linneo nombró a las plantas del género Knautia en honor de Christian y Christoph Knaut.

## Algunas publicaciones
- Antiquitates Comitatus Ballenstadiensis Et Ascaniensis Oder Gründliche und ausführliche Beschreibung Der beyden Uhralten Nord-Thuringischen Graffschafften Ballenstädt und Aschersleben. Köthen, 1698

- Gründliche Fürstellung etlicher in Hn. Joh. Christ. Beckmanns P. P. neu ausgegangener Historia des Fürstenthums Anhalt befindlicher wieder das Anhalt Cöthensche Hauß begangener Genealogisch- und historischer Irrthümer. Halle, 1710

- Compendium botanicum sive Methodus plantarum genuina, qua notae characteris ticae seu differentiae genericae tam summae quam subalternae ordine digeruntur et per tabulas quas vocant synopticas perspicue delineantur; in gratiam studiosae juventutis adornata atque edita. Leipzig und Halle 1718
- La abreviatura «Knaut» se emplea para indicar a Christian Knaut como autoridad en la descripción y clasificación científica de los vegetales.[2]